# Avenida César Canevaro
La avenida César Canevaro es una de las principales avenidas del distrito de Lince, en la ciudad de Lima, capital del Perú. Se extiende de este a oeste, a lo largo de 15 cuadras.

## Recorrido
Se inicia en la avenida Arenales, siguiendo el trazo de la avenida Pardo de Zela.